# جيرالد هندرسون
جيرالد هندرسون (بالإنجليزية: Gerald Henderson)‏ مواليد 16 يناير 1956 في ريتشموند، هو لاعب كرة سلة محترف أمريكي معتزل بدأ مسيرته الاحترافية في سنة 1979 حيث تم اختياره من قبل فريق سان أنطونيو سبرز خلال الدرافت. يبلغ طوله 6 قدم 2 بوصة (1.9 م). اعتزل اللعب في 1994.

## فرق لعب لها
- بوسطن سيلتكس
- سياتل سوبرسونيكس
- نيويورك نيكس
- فيلادلفيا سفنتي سيكسرز
- ميلووكي باكز
- ديترويت بيستونز
- هيوستن روكتس

## روابط خارجية
- جيرالد هندرسون على موقع IMDb (الإنجليزية)
- جيرالد هندرسون على موقع إن بي أي (الإنجليزية)
- جيرالد هندرسون على موقع سبورتس رفرنس (الإنجليزية)
- جيرالد هندرسون على موقع كلية كرة السلة في سبورتس رفرنس.كوم (الإنجليزية)
- جيرالد هندرسون على موقع ريلجم (الإنجليزية)
- جيرالد هندرسون على موقع قاعة فرجينيا للمشاهير الرياضية (الإنجليزية)